# Odontites
Odontites o Odontides és un gènere de plantes amb flors semiparàsites dins la família Orobanchaceae. Consta d'unes 26 espècies, algunes molt comuna com la fonollada groga. En canvi una de les seves espècies Odontites granatensis, endèmica de Sierra Nevada a Espanya està tan amenaçada d'extinció que l'any 1993 només sobrevivien 1.500 plantes en dues localitats, el 2006, però, es va recuperar a 100.000 plantes.
La majoria són plantes herbàcies anuals, però n'hi ha de perennes i llenyoses. El principal centre de la seva distribució és la conca del Mediterrani occidental.

## Algunes espècies
- Odontites bocconei (Guss.) Walp.
- Odontites corsica (Loisel.) G.Don
- Odontites glutinosa (M.Bieb.) Benth.
- Odontites granatensis Boiss.
- Odontites jaubertiana (Boreau) D.Dietr. ex Walp.
- Odontites kaliformis (Pourr.) Pau - Present als Països Catalans[1]
- Odontites lanceolata (Gaudin) Rchb. - Present als Països Catalans[1]
- Odontites linkii Heldr. & Sart. ex Boiss.
- Odontites longiflora (Vahl) Webb - Present als Països Catalans[1]
- Odontites luteus (L.) Clairv. - Present als Països Catalans[1]
- Odontites pilatiana Ronniger ex Rohlena
- Odontites purpurea (Desf.) G.Don
- Odontites pyrenaea (Bubani) Rothm.
- Odontites rigidifolia (Biv.) Benth.
- Odontites tenuifolia (Pers.) G.Don
- Odontites verna - Present als Països Catalans[1]
- Odontites viscosa (L.) Clairv. - Present als Països Catalans[1]